# Batalla de San Ulpiano
La Batalla de San Ulpiano fue un enfrentamiento militar ocurrido en el lugar del mismo nombre, en el Oriente de Cuba, entre los días 6 y 10 de febrero de 1878, durante la Guerra de los Diez Años (1868-1878) por la independencia de Cuba.

## Contexto histórico
A inicios del año 1878, la mayoría de las fuerzas independentistas cubanas se hallaban en un estado deplorable por la escasez de recursos y las discrepancias internas. 
En dicha situación, el gobierno de la República de Cuba en Armas, entró en negociaciones con España para deponer las armas, alcanzando una paz sin independencia. 
La mayor parte del Ejército Libertador se acogería al Pacto del Zanjón, firmado el 10 de febrero de ese año. Sin embargo, el Mayor general Antonio Maceo y la mayoría de los oficiales que combatían en Oriente, todavía seguían en pie de lucha. 
En ese contexto, ocurrió esta batalla, victoriosa para los cubanos, que comenzó pocos días antes del Pacto del Zanjón y concluyó exactamente el mismo día de su firma.

## Batalla
La batalla duró cuatro días y terminó en victoria para los cubanos.
El 6 de febrero de 1878, en el camino de San Ulpiano, las tropas de Maceo le tienden una emboscada a una columna española, la cual estaba al mando del coronel Pascual Sanz Pastor, jefe de la segunda brigada Sagua-Mayarí. 
También venía con ellos el personal de la tropa del batallón cazadores de San Quintín n.º 11, famosos por su valentía, esta última bajo las órdenes de su segundo jefe el comandante Alonso de Santocildes. También venían algunos guerrilleros al servicio de España. 
Esa noche acamparon cubanos y españoles a escasos 50 metros unos de otros. Los cubanos hostigaron a los españoles, sin dejarlos descansar, mediante pequeñas guerrillas que se relevaban, debilitando todavía más a las fuerzas españolas.
Al amanecer del día 7, los españoles dieron sepultura a sus muertos y curaron a los heridos. Trataron de avanzar, aprovechando que las fuerzas mambisas no eran numerosas. El día siete transcurrió con fuego graneado. 
Durante la noche el cuadro español tuvo que permanecer en tinieblas. Los que decidieron cruzar el cerco fueron apresados por los cubanos. El correo enemigo fue capturado también. Por el mensaje que portaba, conoce Maceo de la situación crítica del adversario, tras los cual decidió vencerlos.
El combate se mantuvo el día ocho. Sanz Pastor intentó romper el cerco iniciando de nuevo la marcha. Antonio Maceo no lo impidió, se conformó con hostigar la columna española lentamente, desde el centro hasta la retaguardia. 
Las bajas españolas aumentaron considerablemente. Estos apenas contaban ya con un puñado de hombres para defenderse, pues la mayoría estaban heridos o muertos. Ya de noche no habían podido avanzar por el cansancio, el hambre, la dificultad del terreno y el hostigamiento de los mambises cubanos.
La situación de los españoles era difícil. Sus bajas aumentaban y los que se mantenían en pie ayudaban a los demás. Se habían quedado sin cabalgaduras, medicamentos ni vendajes, pero continuaban la marcha y, a cada exigencia de rendición, respondían: “San Quintín muere, pero no se rinde.” Los cubanos acometían y se retiraban sin perderlos de vista.
En la mañana del día 10, cuando se preparaba Antonio Maceo para ordenar la carga final contra los sitiados, los toques de cornetas anunciaron la llegada de refuerzos españoles que iban a salvar los remanentes de sus compañeros. 
Al mando de los que llegaron en ayuda de las tropas españolas venía Juan Salcedo y el teniente coronel Valenzuela. Maceo creyó conveniente la retirada. Ya había destrozado el primer batallón y no iba a arriesgar a sus hombres.
Los españoles sufrieron 245 bajas, solo quedaron 25 hombres ilesos. Los cubanos apenas tuvieron tres muertos y cinco heridos.

## Consecuencias
A pesar de que la guerra estaba terminando por la capitulación de la mayoría de los cubanos, esta batalla demostró que, en el Oriente de la isla, todavía quedaban fuerzas suficientes para continuar y que no se necesitaban demasiados recursos para eso. 
Además, esta batalla, concluida el mismo día que se firmaba el Pacto del Zanjón, resultó un antecedente directo a la Protesta de Baraguá.